# Laraesima hispida
Laraesima hispida là một loài bọ cánh cứng trong họ Cerambycidae.